# Giro dell'Emilia 2020
Il Giro dell'Emilia 2020, centotreesima edizione della corsa, valevole come diciottesima prova dell'UCI ProSeries 2020 categoria 1.Pro e come quinta prova della Ciclismo Cup 2020, si è svolta il 18 agosto 2020 (inizialmente prevista per il 3 ottobre) su un percorso di 199,7 km, con partenza da Casalecchio di Reno e arrivo a San Luca, in Italia. La vittoria è stata appannaggio del russo Aleksandr Vlasov, che ha completato il percorso in 4h59'38" alla media di 39,989 km/h, precedendo il portoghese João Almeida e l'italiano Diego Ulissi.

## Squadre e corridori partecipanti
| N.      | Cod. | Squadra                     |
| ------- | ---- | --------------------------- |
| 1-7     | TFS  | Trek-Segafredo              |
| 11-17   | BOH  | Bora-Hansgrohe              |
| 21-27   | TBM  | Bahrain-McLaren             |
| 31-37   | INS  | Team Ineos                  |
| 41-47   | AST  | Astana Pro Team             |
| 51-57   | DQT  | Deceuninck-Quick Step       |
| 61-67   | AUD  | UAE Team Emirates           |
| 71-76   | NTT  | NTT Pro Cycling Team        |
| 81-87   | ITA  | Italia                      |
| 91-97   | CWD  | Circus-Wanty Gobert         |
| 101-107 | BCF  | Bardiani-CSF-Faizanè        |
| 111-117 | THR  | Vini Zabù KTM               |
| 121-127 | ANS  | Androni Giocattoli-Sidermec |

| N.      | Cod. | Squadra                            |
| ------- | ---- | ---------------------------------- |
| 131-137 | GAZ  | Gazprom-RusVelo                    |
| 141-147 | AFC  | Alpecin-Fenix                      |
| 151-157 | RLY  | Rally Cycling                      |
| 161-167 | WVA  | Bingoal-Wallonie Bruxelles         |
| 171-177 | CTA  | Colombia Tierra de Atletas         |
| 181-187 | GTV  | Giotti Victoria                    |
| 191-197 | AZT  | D'Amico UM Tools                   |
| 201-206 | BTM  | Beltrami TSA Marchiol              |
| 211-217 | SAT  | Sangemini-Trevigiani-MG.K Vis      |
| 221-227 | IWD  | Work Service Dynatek Vega          |
| 231-236 | GEF  | General Store-Essegibi-F.lli Curia |
| 241-247 | CPK  | Team Colpack Ballan                |

## Ordine d'arrivo (Top 10)
| Pos. | Corridore          | Squadra    | Tempo    |
| ---- | ------------------ | ---------- | -------- |
| 1    | Aleksandr Vlasov   | Astana     | 4h59'38" |
| 2    | João Almeida       | Deceuninck | a 9"     |
| 3    | Diego Ulissi       | UAE        | a 18"    |
| 4    | Eddie Dunbar       | Ineos      | a 21"    |
| 5    | Andrea Bagioli     | Deceuninck | a 24"    |
| 6    | Jakob Fuglsang     | Astana     | a 29"    |
| 7    | Vincenzo Nibali    | Trek       | a 1'32"  |
| 8    | Giulio Ciccone     | Trek       | s.t.     |
| 9    | Giovanni Visconti  | Vini       | a 2'41"  |
| 10   | Gianluca Brambilla | Trek       | s.t.     |